# Soera (onderzoek)
Soera, volledige naam multifunctioneel radiocomplex Soera (Russisch: Многофункциональный радиокомплекс Сура), is een Russisch laboratorium waar onderzoek wordt verricht naar de ionosfeer met behulp van een ionosfeerbestraler. Het bevindt zich bij de plaats Vasilsoersk, op ongeveer 100 kilometer ten oosten van de stad Nizjni Novgorod. De naam is afkomstig van de rivier de Soera, die ten zuidwesten van het complex in de Wolga stroomt. Het onderzoek op Soera wordt uitgevoerd door het radiofysisch onderzoeksinstituut NIRFI uit Nizjni Novgorod.
Soera heeft een effectief afstralend vermogen (ERP) van 190 MW over de korte golf en is vergelijkbaar met de Amerikaanse complexen HAARP en HIPAS (in Alaska), een Amerikaanse installatie bij de Arecibo (op Puerto Rico) en die van de Europese EISCAT-installatie in Tromsø. Kleinere complexen bevinden zich bij Doesjanbe (Tadzjikistan; 1 GW), Montsjegorsk/Apatity (10 MW) en Nizjni Novgorod (20 MW). Het station bij Zmiev (bij Charkov) van 25 MW wordt nog slechts sporadisch gebruikt.

## Installatie
Soera bestaat uit een samengestelde radiozender, die is opgebouwd uit drie zenders van 250 kW, die middels een veld van 300 bij 300 meter met 144 kruisdipoolantennes (12x12) met een frequentiebereik van 4,5 tot 9,3 MHz, een maximale zenit van 260 (± 24 dB) kunnen bereiken (in het midden van het frequentiebereik). Het maximale ERP bedraagt 190 MW (± 83 dBW). Theoretisch gezien heeft de installatie daarmee hetzelfde bereik als HAARP en EISCAT.

## Geschiedenis
Het onderzoekscentrum werd eind jaren zeventig gebouwd, en zou zijn opengesteld in 1981. Het werd aanvankelijk vooral door het Sovjetministerie van Defensie gefinancierd. Met behulp van Soera werden resultaten behaald op het gebied van het gedrag van de ionosfeer en werd het effect van het genereren van laagfrequente emissie ontdekt bij het moduleren van ionosfeerstroom.
Na de val van de Sovjet-Unie werd het defensiebudget echter sterk ingeperkt en werd het onderzoek als gevolg daarvan in de jaren 90 sterk ingeperkt. De antennes zijn sindsdien verroest, maar de installatie werkt nog wel. Soera werkt sinds de jaren 90 ook mee aan internationale projecten. Het in werking stellen van de installatie kost echter veel elektriciteit en door het beperkte budget kon de installatie anno 2005 nog maar 100 uur per jaar worden gebruikt (in vergelijking: HAARP werkte destijds 2000 uur per jaar).

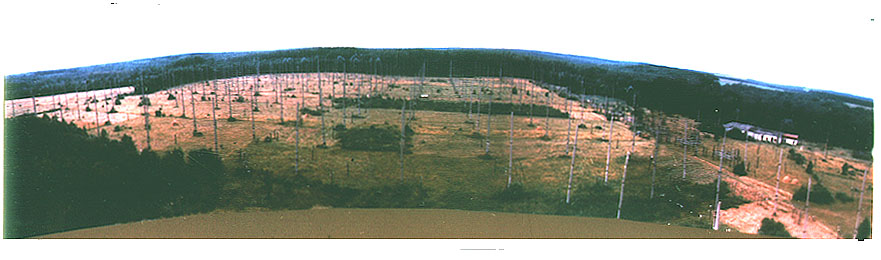
Antennes van het complex